# Гура-Биділіцей
Гура-Биділіцей (рум. Gura Bâdiliței) — село у повіті Ясси в Румунії. Входить до складу комуни Винеторі.
Село розташоване на відстані 322 км на північ від Бухареста, 65 км на захід від Ясс.

## Населення
За даними перепису населення 2002 року у селі проживали 647 осіб.
Національний склад населення села:
| Національність | Кількість осіб | Відсоток |
| -------------- | -------------- | -------- |
| румуни         | 634            | 98,0%    |
| цигани         | 12             | 1,9%     |

Рідною мовою назвали:
| Мова      | Кількість осіб | Відсоток |
| --------- | -------------- | -------- |
| румунська | 634            | 98,0%    |
| циганська | 12             | 1,9%     |